# Myanma Oil and Gas Enterprise
Myanma Oil and Gas Enterprise (MOGE) é uma empresa de engenharia civils de Mianmar.
A MOGE é a operadora de petróleo, prestadora de serviços e reguladora do setor de petróleo e gás. Supervisiona as outras duas empresas estatais MPE e MPPE. A MPE é responsável pela exploração, produção e transmissão de gás doméstico de petróleo e gás e a MPPE administra a distribuição de varejo e atacado de produtos petrolíferos.
A empresa é a única operadora de transporte de petróleo e gás nacional por meio de uma rede de dutos terrestres de 1.900 km.

## História
A companhia foi estabelecida em 1963, com a nacionalização das empresas petrolíferas do país.